# Pensacoles

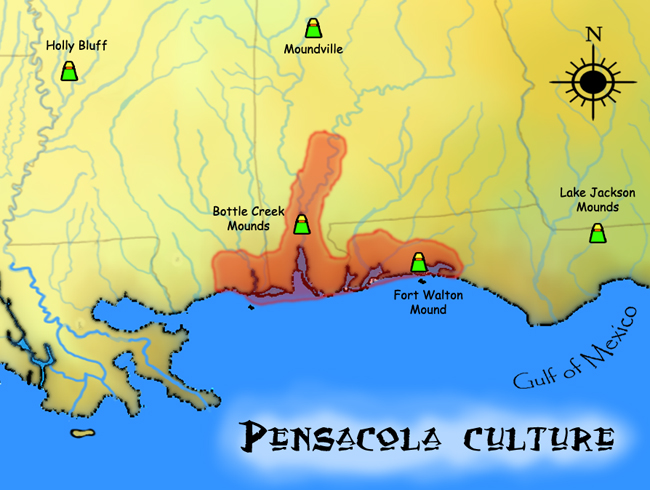
Extensió geogràfica de la cultura pensacola i alguns dels jaciments més importants

Els pensacoles eren un poble d'amerindis dels Estats Units que vivien a la part oriental del que és actualment el Florida Panhandle i est d'Alabama durant segles abans del primer contacte amb els europeus fins a principis del segle xviii. Parlaven una llengua muskogi. Són la font del nom de la badia de Pensacola i de la ciutat de Pensacola. Vivien a la zona fins a mitjans del segle xviii, però a partir de llavors van ser assimilats en altres grups.

## Cultura Pensacola
El poble històric pensacola vivia en part d'una regió, un cop ocupada per un grup que els arqueòlegs anomenen cultura Pensacola, una variació regional de la cultura del Mississipi que va durar del 1100 al 1700 CE. La cultura arqueològica cobreix una àrea que s'estén des d'una zona de transició Pensacola/ cultura de Fort Walton a la badia de Choctawhatchee a Florida fins al cantó oriental del delta del Mississipi vora Biloxi (Mississipi), amb la majoria dels seus jaciments al llarg de la badia de Mobile al delta del Mobile-Tensaw. Els jaciments de la cultura s'estenen cap a l'interior, al nord del sud de les valls del riu Tombigbee i del riu Alabama, pròxim a Selma (Alabama). (La cultura de Fort Walton continuà existint al Florida Panhandle a l'àrea a l'est de Pensacola durant el període de la colonització europea.) 
Potser el lloc de la cultura Pensacola més conegut és el jaciment Bottle Creek Indian Mounds, un gran lloc ubicat en una illa baixa pantanosa al nord de Mobile (Alabama). Aquest lloc té almenys divuit monticles plataforma, cinc dels quals estan disposats al voltant d'un plaça central. La seva principal ocupació era de 1250 a 1550, va ser un centre cerimonial dels pobles de cultura Pensacola, i una porta d'entrada a la seva societat. Aquest lloc sembla un lloc poc probable per trobar un centre cerimonial a causa del fet que està envoltat de pantans i és difícil arribar-hi a peu. No obstant això, hauria estat fàcil l'accés amb una canoa, el principal mode de transport a disposició de la gent que va construir Bottle Creek.

## Primers contactes
El primer contacte dels pensacoles amb els europeus pot haver estat amb l'expedició de Narváez en 1528. Álvar Núñez Cabeza de Vaca va informar que els indis que van trobar als voltants de l'actual badia de Pensacola eren de "gran alçada i ben formats", i vivien en cases permanents. El 'cacic' portava una roba que de Vaca anomena "marta civet", "les millors [pells], crec, que es poden trobar." Després d'un principi on semblaren ser amables, els indis van atacar als espanyols sense advertència durant la nit.
En 1539 Diego Maldonado, explorant la costa nord del Golf de Mèxic sota les ordres d'Hernando de Soto, va trobar la badia de Pensacola (que els espanyols anomenaren badia d'Achuse, Achusi, Ochuse o Ochus). Maldonado trobà una vila a la badia, on es va apoderar d'un o dos habitants, a més d'una "bona manta de sabres". De Soto va ordenar Maldonado trobar-se amb ell a la Badia d'Achuse l'estiu amb subministraments per a la seva expedició. Maldonado va tornar-hi tres anys consecutius, però de Soto mai va aparèixer.
En 1559 Tristán de Luna y Arellano va conduir una expedició per establir una colònia espanyola d'Ochuse a la badia de Pensacola, llavors coneguda com la Badia d'Ichuse (també escrit Ychuse). Els espanyols tenien previst comptar amb els indis per al subministrament d'aliments, però van trobar la zona gairebé deserta, amb només uns pocs indis en els campaments de pesca al voltant de la badia. La colònia va perdre centenars de persones per les tempestes i les malalties. Alguns van tractar d'assentar-se en una illa davant Geòrgia, però també hi van ser atacats per les tempestes. Els supervivents es van traslladar a Cuba i Ciutat de Mèxic.

## Panzacola
El primer registre amb el nom de "Pensacola" fou com a Panzacola (o Pansacola) en 1657 com el nom d'una vila associada amb la missió de San Juan De Aspalaga a la Província d'Apalache (Pansacola era un dels sobrenoms comuns dels apalachees). En 1685 els espanyols es van preocupar pels informes que els francesos estaven tractant d'establir una colònia a la costa del Golf de Mèxic. En els propers anys, els espanyols va buscar la suposada colònia francesa, cercant un bon lloc per a una colònia espanyola i per protegir els seus interessos a la zona. El nom Panzacola es va registrar primer en associació amb la badia de Pensacola, quan Juan Jordán de Reina va entrar a la badia en 1686; es va trobar amb els indis locals que s'anomenaven a si mateixos i a la badia Panzacola. Aquest mateix any una carta informava que es podia arribar a Panzacola en canoa viatjant a l'oest de San Marcos de Apalachee, posant-la a 12 llegües dels "indis de Mobile". Panzacola signivicava "gent del pèl llarg" o "gent del pèl" en llengua pensacola, que està estretament relacionat amb el choctaw.
Una altra expedició en 1688 va trobar viles grans i pròsperes d'indis "gentils i dòcils". En 1693 dues expedicions, ona des de Vera Cruz a Nova Espanya i una altra des d'Apalachee, van trobar l'àrea al voltant de la badia de Pensacola gairebé deserta, suposadament a causa de l'aniquilament en una guerra entre els pensacola i els mobile. Aquest any els espanyols hi trobaren dues petites bandes de chacato (estretament relacionats amb els pensacola) a l'àrea de la badia de Pensacola. Swanton afirma que els pensacola no havien mort, sinó que s'havien mogut cap a l'interior i cap a l'oest.

## Darrers anys
Es va establir una colònia espanyola a la badia de Pensacola en 1698, que va rebre el nom de Pensacola. El governador de Pensacola, nsiós de tenir indis vivint a la zona per ajudar a la provisió i defensar la nova colònia, es va reunir amb alguns pensacoles i chacatos, i els va instar a moure els seus llogarets prop de Pensacola. Tanmateix, pel 1707 els únics indis que vivien a prop de la fortalesa espanyola van ser anomenats ocatazes pels espanyols. En 1725 o 1726 es va informar d'una vila de pensacoles i biloxis al riu Pearl on no hi havia més de 40 homes. En 1764 una vila de pensacola, biloxi, chacato, capina, washa, cawasha, i pascagoules tenia 261 homes. Després de 1764 es creu que la majoria dels pensacola havien estat assimilats entre els choctaws, però alguns poden haver anat a Louisiana amb el biloxi i fusionar-se als tunica, o els han assimilat bandes creek que es van traslladar a la zona.

## Altres "indis pensacola"
De tant en tant diversos grups d'indígenes es van traslladar als voltants de la fortalesa espanyola de Pensacola i a vegades es van registrar com a "indis pensacola". En 1704, 800 refugiats de la massacre Apalachee van arribar a Pensacola. El governador de Pensacola va tractar de persuadir-los de quedar-s'hi, però la majoria es va traslladar a Fort Louis de la Mobile. Alguns apalachee van tornar a Pensacola, i després a prop de San Marcos de Apalache. Pel 1763 hi havia prop de 40 famílies d'apalachees a Pensacola. En aquest any, al final de la Guerra dels Set Anys i la derrota de França davant la Gran Bretanya, els espanyols va evacuar a més de 200 yemassee i apalache cap a Veracruz a Mèxic abans d'entregar la Florida als britànics. Els britànics van intercanviar alguns antics territoris francesos amb els espanyols.